# Bregmatomyrmini
Bregmatomyrmini – plemię mrówek z podrodziny Formicinae. Obejmuje 1 opisany rodzaj.

## Rodzaj
- Bregmatomyrma Wheeler, 1929